# Phil Miller

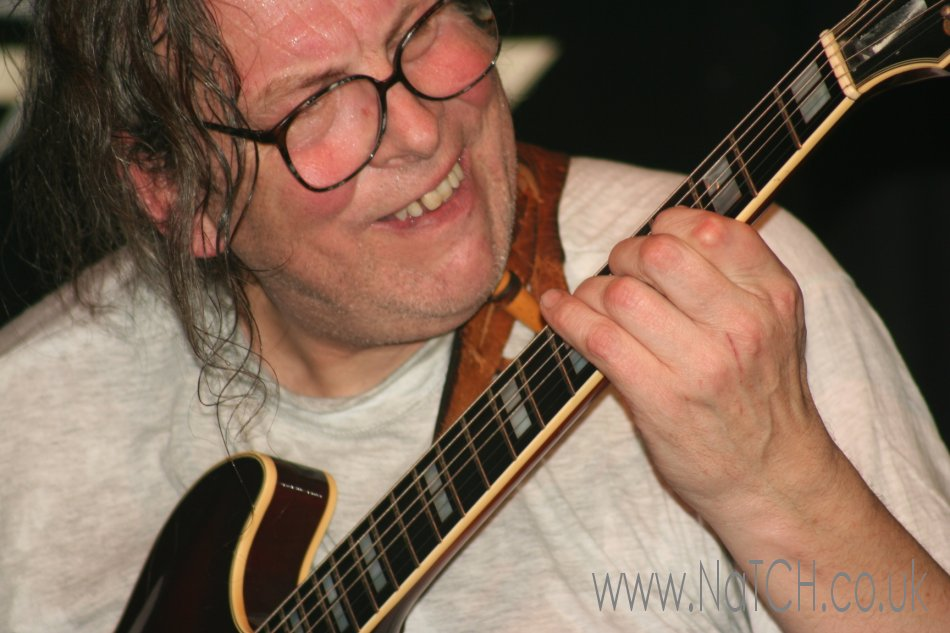
Phil Miller

Phil Miller (Barnet, Hertfordshire, 22 januari 1949 – 18 oktober 2017) was een Brits musicus. Miller was een van de toonaangevende musici binnen de Canterbury-scene. De muziek van Miller wordt meestal gecategoriseerd als jazzfusion; de wortels ervan liggen in jazz, blues en rock.

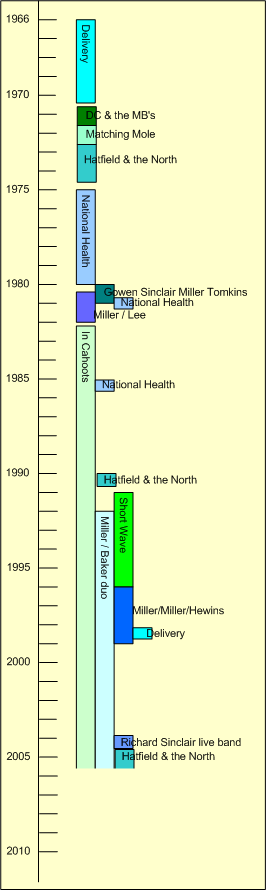
Bands / combinaties waarin Phil Miller speelde (1966-2005)

## Biografie
Miller kreeg zijn eerste gitaar op zijn achtste, maar startte pas serieus met spelen toen hij 15 was. Zijn grote voorbeelden waren de bluesgitaristen uit de jaren vijftig. De eerste band waar Miller in speelde was Delivery, een band met zijn broer Steve Miller op piano, zijn vriend Pip Pyle op drums en Jack Monk op basgitaar. De band werd nog uitgebreid met Lol Coxhill op saxofoon en Carol Grimes als zangeres. In 1970, toen Monk al was vervangen door Roy Babbington, kwam een eerst album van Delivery uit, Fool's Meeting, met daarop ook een aantal nummers die door Phil geschreven waren. Delivery ging eind 1970 uiteen.
Miller ging samen met zijn broer en Lol Coxhill verder. Uitgebreid met zangeres Judy Dyble vormden ze DC & the MBs (Dyble, Coxhill en de Miller Brothers). Hun muziek was een mengsel van vaste nummers en vrije improvisatie. Aan de optredens van de groep kwam al snel een eind doordat Steve Miller vertrok naar Caravan en Phil Miller door Robert Wyatt gevraagd werd voor Matching Mole. Die groep bleef een jaar lang bestaan, en Miller maakte er al die tijd deel van uit. Matching Mole nam ook een aantal nummers van Miller op, met name voor hun tweede album.
Halverwege 1972 ging Miller weer aan het werk met zijn broer Steve, Richard Sinclair (ex-Caravan) en met Pip Pyle. Ze begonnen onder de naam Delivery, en na een aantal wijzigingen werd dit Hatfield and the North, met Dave Stewart op keyboards. De twee albums van de Hatfields bevatten composities van alle bandleden. De composities van Miller kenmerkten zich door een openheid, een vrijheid nog verbonden aan de meer improviserende muziek van Matching Mole. Eind 1973 deed Hatfield and the North een aantal optredens samen met Gilgamesh. Na het opbreken van Hatfield werd op dat idee voortgeborduurd en werd in 1975 National Health gevormd. Initiatiefnemers waren Dave Stewart en Alan Gowen. De muziek van National Health was complex, sterk beïnvloed door de jazz. Miller zou de volledige vijf jaar van het bestaan bij National Health blijven spelen.
De volgende stap in zijn carrière was de oprichting van In Cahoots. In de tussentijd was het meest opvallende zijn bijdrage aan een project van Alan Gowen. Deze was zwaar ziek, maar ging letterlijk tot het einde door met muziek maken. Na zijn dood kwam National Health kort bij elkaar voor het spelen van aantal concerten om Gowens begrafenis te bekostigen. De band nam ook nog een album op met nagelaten werk van hem.
Met In Cahoots had Miller eindelijk zijn eigen band. Hij speelde vanaf eind 1982 samen met Richard Sinclair, Pip Pyle en Elton Dean, later aangevuld met Peter Lemer op keyboards. Na het vervangen van Sinclair door Hugh Hopper werd een eerste album opgenomen: Cutting Both Ways (1987). Met deze muziek werd uitgebreid door Europa getoerd. De band zou in de loop van de tijd de nodige wijzigingen ondergaan, maar tot op heden blijven bestaan.
In 1990 volgde een korte onderbreking, toen Hatfield and the North weer bij elkaar gehaald werd voor een televisie-opname. Later dat jaar ging In Cahoots gewoon door. In 1991 maakte de groep een tournee door Japan, vastgelegd op het album Live in Japan. In 1991 werd ook Short wave gevormd met Miller, Hugh Hopper, Didier Malherbe en Pip Pyle. In deze samenstelling zou de groep vijf jaar samen blijven optreden.
Naast hun samenwerking in In Cahoots vormden Miller en Fred Baker ook een gitaarduo; ze bewerkten oudere nummers om ze in deze bezetting te kunnen uitvoeren, en in 1992 kwam een album van het duo uit: Double Up.
In Cahoots bleef doorgaan en nam in 1993 het eerste echte eigen album op: Recent Discoveries, dat in 1994 verscheen. Vanaf 1996, na het opnieuw toetreden van Lemer tot In Cahoots, was de groep weer een sextet en werd er weer getoerd door Engeland, Frankrijk, België en Nederland.
In 1998 bleek dat Millers broer Steve ernstig ziek was. Voor een eenmalig benefietoptreden voor Steve werd Delivery opnieuw opgezet. De gebroeders Miller hadden het idee om samen nog een bluesalbum uit te brengen, maar hiervoor ging het met Steve te snel bergafwaarts. Hij overleed in december 1998. Het geplande album wordt door In Cahoots gemaakt en in 2001 uitgebracht als Out Of The Blue.
In 2002 trad In Cahoots voor het eerst op in de Verenigde Staten. In Cahoots blijft nog steeds actief. Daarnaast was Miller ook bezig met een revival van Hatfield and the North. 

## Discografie
Albums waar Phil Miller aan heeft bijgedragen:
| jaar | uitvoerenden                  | titel album                    |
| 1970 | Carol Grimes & Delivery       | Fools Meeting                  |
| 1972 | Caravan                       | Waterloo Lily                  |
| 1972 | Matching Mole                 | Matching Mole                  |
| 1972 | Matching Mole                 | Little Red Record              |
| 1973 | Coxhill/Miller                | Miller/Coxhill                 |
| 1974 | Hatfield and the North        | Hatfield and the North         |
| 1975 | Hatfield and the North        | The Rotters’ Club              |
| 1978 | National Health               | National Health                |
| 1978 | National Health               | Of Queues And Cures            |
| 1980 | Hatfield and the North        | Afters                         |
| 1982 | Gowen/Miller/Sinclair/Tomkins | Before A Word Is Said          |
| 1982 | National Health               | D.S. Al Coda                   |
| 1986 | Dave Stewart & Barbara Gaskin | Up From The Dark               |
| 1987 | Phil Miller                   | Cutting Both Ways              |
| 1988 | Geoff Leigh and Frank Wuyts   | From Here To Drums             |
| 1988 | Phil Miller                   | Split Seconds                  |
| 1990 | National Health               | Complete                       |
| 1991 | Phil Miller/In Cahoots        | Live 1986-1989                 |
| 1991 | Phil Miller                   | Digging In                     |
| 1992 | Phil Miller/Fred Baker        | Double Up                      |
| 1993 | Phil Miller/In Cahoots        | Live in Japan                  |
| 1993 | Hatfield and the North        | Live 90                        |
| 1993 | Shortwave                     | Live                           |
| 1994 | Phil Miller/In Cahoots        | Recent Discoveries             |
| 1994 | Matching Mole                 | BBC Radio 1 In Concert         |
| 1994 | Robert Wyatt                  | Flotsam Jetsam (Matching Mole) |
| 1995 | verzamel: Miller + Hopper     | Unsettled Scores               |
| 1996 | National Health               | Missing Pieces                 |
| 1996 | Phil Miller/In Cahoots        | Parallel                       |
| 1998 | Pip Pyle                      | Seven Years Itch               |
| 1999 | Mark Hewins                   | Rebela                         |
| 2001 | In Cahoots                    | Out of the Blue                |
| 2003 | Phil Miller/In Cahoots        | All that                       |
| 2005 | Hatfield & the North          | Hatwise Choice                 |

- Bibliothèque nationale de France: cb14071152x (data)
- International Standard Name Identifier: 0000 0003 7205 3841
- Library of Congress Control Number: n93068060
- MusicBrainz: 68ccb6f8-4f38-4c2b-9d4f-12151138aa80
- Système universitaire de documentation: 157466361
- Virtual International Authority File: 12511190
- WorldCat: E39PBJmTvxggHgh7FxQWMqqCwC